# CANACINTRA
La Cámara Nacional de la Industria de Transformación (CANACINTRA), es una institución de interés público, autónoma, no lucrativa con personalidad jurídica propia, integrada por industriales de México. Se trata de un órgano de consulta para el gobierno federal, estatal y municipal; por ello, conforme a la ley en vigor, las disposiciones gubernamentales deben ser sujetas a consulta de este organismo empresarial tratándose de asuntos que afecten o involucren al sector industrial del país.
La misión de CANACINTRA es representar, defender y promover los legítimos intereses de los socios y los sectores que agremia, siempre bajo el marco legal y en concordancia con los principios de la Carta de la Tierra, instrumento que la Cámara firmó desde 2014, en el marco de su refundación.
Fue fundada en el año de 1941 y desde entonces, ha sido el foro esencial para todas aquellas personas, físicas y morales, involucradas en las actividades industriales de transformación. Asimismo, es una interlocutora reconocido por el Gobierno como órgano de consulta y colaboración del Estado; con esa calidad, CANACINTRA ha dejado constancia de su papel como asesor en materia de política industrial planteando posturas a favor de las empresas.
La Cámara afilia a empresas micro, pequeñas, medianas, grandes y globales a lo largo del territorio nacional; cabe destacar que cerca del 75% de las afiliadas son MIPYMES, lo cual convierte a CANACINTRA en el organismo empresarial con mayor cobertura e infraestructura en México. 
También, CANACINTRA participa en 63 cadenas productivas y está compuesta por 76 delegaciones dentro de la República Mexicana, 5 oficinas en la zona conurbada y la Sede Nacional en la Ciudad de México; además cuenta con 7 Comités Directivos, 164 Comisiones y Representaciones, así como 104 Ramas Industriales agrupadas en 14 Sectores.  

## Objetivo
La Cámara Nacional de la Industria de Transformación tiene como objetivo fomentar la competitividad y la productividad de las empresas, apoyándolas para que se mantengan en constante actualización y se conviertan en agentes innovadores socialmente responsables.

El organismo define su misión como la representación 

"...en el marco de los valores éticos, de los intereses del sector industrial, influyendo eficazmente en la competitividad e integración de empresas, sectores y regiones, satisfaciendo a los afiliados a través de servicios de calidad"

## Historia
En 1941 surgió en el sector industrial de México la necesidad de conformar una organización que lo representara y que estuviera integrada por los mismos industriales y trabajara para ellos mismos, aglutinando los intereses, objetivos y planes de ese sector de la sociedad. Entonces nació la Cámara Nacional de la Industria de Transformación,  que ha logrado consolidarse a lo largo de 70 años, como una estructura a nivel nacional, prestigiada, que se ha posicionado junto con otras, en el liderazgo de las organizaciones no gubernamentales de México.
En el mes de abril de 2014, se inaugura la primera representación internacional de Canacintra en la ciudad de Houston, Texas.

## Representación
CANACINTRA representa trece sectores industriales en México:
1. Alimentos, Bebidas y Tabacos
2. Industria Automotriz
3. Artículos de Papel Cartón y Escritorio
4. Bienes de Capital
5. Fabricantes para la Construcción
6. Industrias Diversas
7. Industriales Técnicos
8. Industria Metal - Mecánica
9. Industria Mueblera
10. Industria Médica
11. Industria Química
12. Tecnologías para la Información y Economía del Conocimiento
13. Economía Verde

Así mismo, cuenta con representación en 80 regiones dentro del territorio nacional: 
> Región Noroeste
- Tecate
- Ensenada
- Mexicali
- Tijuana
- San Luis Río Colorado

> Región Pacífico Norte
- Cd. Obregón
- Navojoa
- Agua Prieta
- Hermosillo
- Nogales

> Región Pacífico Centro
- Guasave
- Culiacán
- Los Mochis
- Mazatlán
- La Paz
- Los Cabos
- Nayarit

> Región Norte
- Chihuahua
- Cd. Cuauhtémoc
- Cd. Delicias
- Cd. Juárez
- Nuevo Casas Grandes

> Región Norte Centro
- Torreón
- Cd. Acuña
- Coahuila Sureste (Saltillo)
- Monclova
- Piedras Negras
- Durango
- Gómez Palacio

> Región Noreste
- Río Bravo
- Cd. Reynosa
- Cd. Victoria
- Matamoros
- Nuevo Laredo
- Tampico

> Región Occidente
- Uruapan
- Colima
- Apatzingán
- Morelia
- Sahuayo
- Zamora

Región Centro
- Estado de México (Toluca)
- Pachuca
- Tizayuca
- Tulancingo
- Tlaxcala

Región Bajío Norte
- Aguascalientes
- Cd. Valles
- San Luis Potosí
- Zacatecas

Región Centro Bajío
- Querétaro
- San Juan del Río
- Celaya
- Irapuato
- León

Región Centro Sur Pacífico
- Puebla
- Acapulco
- Morelos
- Oaxaca
- Tehuacán
- Chilpancingo

Región Sur
- Tuxpan
- Coatzacoalcos
- Córdoba
- Minatitlán
- Orizaba
- Poza Rica
- Veracruz
- Xalapa

Región Sureste
- Tuxtla Gutiérrez
- Tabasco
- Tapachula

Región Peninsular
- Yucatán
- Cancún
- Chetumal
- Cd. Del Carmen
- Campeche

Delegación Internacional
- Houston, Texas, USA